# Lövkoski
Lövkoski (finska: Laukkoski) är en tätort (finska: taajama) i Borgnäs kommun i landskapet Nyland i Finland. Vid tätortsavgränsningen den 31 december 2021 hade Lövkoski 398 invånare och omfattade en landareal av 3,79 kvadratkilometer.